# OWL-S
OWL-S é uma ontologia construída no topo da Web Ontology Language (OWL) pelo programa DARPA DAML. Ele substitui a antiga ontologia DAML-S. "OWL-S é uma ontologia, dentro do framework baseada em OWL da Web Semântica, para descrever serviços web semânticos. Ele irá permitir a usuários e agentes de software a descoberta, invocação, composição e monitoramento de recursos da Web que oferecem serviços, sob restrições especificadas".

## A Ontologia OWL-S
O desenvolvimento de OWL-S tem como objetivo realizar as seguintes tarefas:
- Descoberta automática de web services: com o desenvolvimento da Web Semântica, muitos web services irão ser disponibilizados na web, realizando as mais variadas tarefas. OWL-S irá auxiliar a agentes de software a descobrirem os web services que irão preencher uma necessidade específica dentro de algumas restrições de qualidade, sem a necessidade de intervenção humana.

- Invocação automática de web service: geralmente, é necessário escrever um programa específico para invocar um web service, utilizando a linguagem descritiva WSDL. OWL-S visa possibilitar a um agente de software uma leitura automática da descrição das entradas e saídas de web services e invocar o serviço.

- Composição automática de serviços e interoperação: em uma rede onde muitos serviços estão disponíveis, deve ser possível realizar uma tarefa complexa, envolvendo a invocação coordenada de vários web services, baseando-se unicamente na descrição de alto nível do objetivo. OWL-S vai ajudar na composição e interoperação dos serviços de uma forma que permita a execução automática de essas tarefas.

A ontologia OWL-S tem três partes principais: o service profile, o process model e o grounding.
- O service profile é usado para descrever o que o serviço faz. Esta informação é de fundamental significado para leitura humana e inclui o nome do serviço e sua descrição, limitações na aplicabilidade e qualidade de serviço, editor e informações de contato.
- O process model descreve como um cliente pode interagir com o serviço. Esta descrição inclui o conjunto de entradas, saídas, pré-condições e resultados da execução do serviço.
- O service grounding especifica quais detalhes o cliente necessita para interagir com o serviço, como protocolos de comunicação, formatos de mensagens, número de portas, etc.